# Carmel Head
Carmel Head är en udde i Storbritannien.   Den ligger i riksdelen Wales, i den sydvästra delen av landet, 400 km nordväst om huvudstaden London.
Terrängen inåt land är platt. Havet är nära Carmel Head åt nordväst. Runt Carmel Head är det ganska tätbefolkat, med 86 invånare per kvadratkilometer. Närmaste större samhälle är Holyhead, 12,4 km söder om Carmel Head. 